# K7리그 부산진
K7리그 부산진(K7 League Busanjin)은 대한민국 부산광역시 부산진구에서 진행되는 축구 대회이다.

## 역사
2017년에 '디비전 7 부산광역시 부산진구 리그'라는 이름으로 시작되었으며 2017시즌부터 6개의 선수단이 리그에 참여하고있다.

## 시즌별 결과
| 시즌   | 권역 | 참가 | 우승             | 준우승           | 승격 | 비고 |
| ------ | ---- | ---- | ---------------- | ---------------- | ---- | ---- |
| 2017년 | 1개  | 6팀  |                  |                  |      |      |
| 2018년 | 1개  | 6팀  | 부산 부산진 영남 | 부산 부산진 백양 |      |      |
| 2019년 | 1개  | 6팀  |                  |                  |      |      |

## 같이 보기
- K7리그